# Magyar Filmszemle
Magyar Filmszemle (deutsch Ungarische Filmschau; bis 1989 Magyar Játékfilmszemle, deutsch Ungarische Spielfilmschau) ist ein bedeutendes nationales Filmfestival von Ungarn.
Das Festival, das erstmals 1965 in Pécs stattfand, zeigte eine Auswahl an aktuellen Produktionen des ungarischen Films, darunter Spiel-, Fernseh-, Kurz- und vor allem Dokumentarfilme. Die Filmvorführungen der ersten Ungarischen Spielfilmschau fanden im Petőfi-Kino  (heute Uránia) in Pécs statt, das eigens für diesen Anlass komplett umgebaut worden war. Den Haupt- und Regiepreis erhielt in diesem Jahr der Film Húsz óra (Zwanzig Stunden) von Zoltán Fábri. Die bei der ersten Spielfilmschau vorgestellten Filme zählen mittlerweile zu den Klassikern des ungarischen Films. In den 1970er Jahren fand das Festival nur unregelmäßig statt und es wurden zeitweise keine Preise vergeben. Im Allgemeinen wurden (seit 2006 von einer internationalen Jury) mehrere Filmpreise vergeben, darunter der Grand Prix für den besten Film. Zudem wurde der Gene-Moskowitz-Preis der ausländischen Filmkritik für den besten Spielfilm verliehen. Seit 1983 fand die Ungarische Filmschau in Budapest statt, ihr traditioneller Termin war Ende Jänner / Anfang Februar unmittelbar vor der Berlinale. Sie war als Treffpunkt und Aushängeschild der heimischen Filmindustrie anderen nationalen Filmfestivals wie der Diagonale in Österreich vergleichbar. Im Februar 2012 fand die 43. Ungarische Filmschau in Budapest statt.
Nach einer 13-jährigen Pause findet im Februar 2025 die 44. Ungarische Filmschau in Budapest statt. Gezeigt werden mehr als 380 Spiel-, Dokumentar- und Animationsfilme im Corvin-Kino (Corvin mozi) im VIII. Bezirk. Nach den Filmen finden Gespräche mit Regisseuren und Produzenten statt.

## Preisträger des Grand Prix für den besten Film seit 2000
| Jahr | Filmtitel                       | Regie                          |
| ---- | ------------------------------- | ------------------------------ |
| 2000 | Glamour / Johnny Famous         | Frigyes Gödrös / Gergely Fonyó |
| 2001 | Die Werckmeisterschen Harmonien | Béla Tarr                      |
| 2002 | Chico                           | Ibolya Fekete                  |
| 2003 | Hungarian Beauty                | Péter Gothár                   |
| 2004 | After the Day Before            | Attila Janisch                 |
| 2005 | Fekete kefe                     | Roland Vranik                  |
| 2006 | Taxidermia                      | György Pálfi                   |
| 2007 | Iska’s Journey                  | Csaba Bollók                   |

Siehe auch: Liste der Filmfestivals in Ungarn.